# Consentimiento de los gobernados
En filosofía política, la frase consentimiento de los gobernados se refiere a la idea de que la legitimidad de un gobierno y derecho moral de utilizar el poder estatal es solo justificado y lícito cuándo es consentido por las personas o la sociedad sobre el cual el poder político es ejercido. Esta teoría de consentimiento históricamente ha sido contrastado al derecho divino de los reyes y a menudo había sido utilizada contra la legitimidad del colonialismo. En el Artículo 21 de la Declaración Universal de los Derechos Humanos se establece que "La voluntad de las personas será la base de la autoridad del gobierno".

## Historia
En el libro "A History of Political Theory" de 1937, George Sabine recogió las vistas de muchos teóricos políticos acerca del consentimiento de los gobernados. Nota la idea mencionada en 1433 por Nicolás de Cusa en De Concordantia Catholica. En 1579 Theodore Beza escribió Vindiciae contra Tyrannos, la cual Sabine parafrasea: "Las personas imponen las condiciones qué el rey está acatado a cumplir. Por ello están atados a la obediencia sólo condicionalmente, concretamente, al recibir la protección de un gobierno justo y lícito…el poder del gobernante está delegado por las personas y continúa sólo con su consentimiento." En Inglaterra, el Levellers también aguantado a este principio de gobierno.
John Milton escribió:
 

El poder de los reyes y magistrados no es otro, sino lo que solo es derivado, transferido y comprometido a ellos por la confianza de el pueblo, para el bien común de todos, en quienes el poder aún permanece fundamentalmente, y no puede ser tomado de ellos, sin una violación de su derecho natural de nacimiento.
John Milton

De un modo similar, Sabine nota la posición de John Locke en su "Ensayo respecto al Entendimiento Humano":
 

El poder cívico no puede tener derecho, excepto por que se deriva del derecho individual de cada hombre a protegerse a sí mismo y a su propiedad. El poder legislativo y ejecutivo utilizado por el gobierno para proteger la propiedad no es más que el poder natural de cada hombre que renunció a las manos de la comunidad... y es justificado solamente porque es una mejor manera de proteger el derecho natural que la autoayuda a la que cada hombre tiene derecho naturalmente.
George Sabine

Aun así, las ideas de David Hume son contrarias. Sabine interpreta el escepticismo de Hume al notar lo siguiente:
 

En el mundo político, los gobiernos totalitarios que ni siquiera tratan de ser insinceros de la ficción del consentimiento son más comunes que los gobiernos libres, y su pueblo rara vez cuestionan su derecho, excepto cuando la tiranía se vuelve demasiado opresiva.
George Sabine

Sabine revivió el concepto a su estado como mito político después de Hume, al referirse a Thomas Hill Green. Green escribió que el gobierno requiere voluntad para "no forzar" la administración. Como fue establecido por Sabine,
 

Incluso los gobiernos más poderosos y más despóticos no pueden mantener a toda una sociedad por propia voluntad; hasta ese punto, había una verdad limitada por la vieja creencia de que los gobiernos se producen por el consentimiento.
George Sabine

El consentimiento de los gobernados, dentro del liberalismo social de T. H. Green, fue también descrito por Paul Harris:
 

Las condiciones para la existencia de un sistema político tienen menos que ver con la fuerza y la coerción que con el reconocimiento mutuo entre los individuos de un bien común para ellos y para los demás, aunque puede no ser expresado como ello de manera consiente. Por lo tanto, para que desaparezcan las condiciones para que cualquier combinado civil desaparezca a través de la resistencia a un gobierno despótico o la desobediencia a la ley, se requeriría una turbulencia tan desastrosa que sería poco probable en todas excepto en las circunstancias más extremas en las que podamos estar de acuerdo con Green, que el precio a pagar será muy alto, pero lo suficientemente raro para permitirnos reconocer que normalmente habría un deber moral de actuar para derrocar a cualquier estado que no persiguiera el bien común.
Paul Harris

## En los Estados Unidos
"Consentimiento de los gobernados" es una frase encontrada en la Declaración de Independencia de los Estados Unidos.
Utilizando un pensamiento similar al de John Locke, los fundadores de los Estados Unidos creyeron en un estado construido en el consentimiento de ciudadanos "libres e iguales"; un estado concebido de otra forma carecería de legitimidad y autoridad racional-legal. Esto fue expresado, entre otros sitios, en el 2.º párrafo de la Declarción de Independencia.
Y en la aún más temprana Declaración de Derechos de Virginia, especialmente en la Sección 6.
A pesar de que el Congreso Continental al principio de la Revolución americana no tuvo explicitamente autoridad legal para gobernar, este fue delegado por los estados con todas las funciones de un gobierno nacional, como nombrar embajadores, firmar tratados, entrenar ejércitos, nombrar generales, obtener préstamos de Europa, emitir dinero de papel (llamados "Continentales"), y desembolsar fondos. El Congreso tuvo ninguna autoridad para elevar impuestos, y esto fue requerido para pedir dinero, suministros, y tropas de los estados para apoyar el esfuerzo de guerra. Los estados individuales frecuentemente ignoraron estas peticiones.

## Tipos de consentimiento

### Consentimiento unánime
Una cuestión clave es si el consentimiento unánime del gobernado es requerido; si es así, esto implicaría el derecho de secesión para aquello quienes no quieren ser gobernados por un colectivo en particular. Todo los gobiernos democráticos actualmente permiten tomar decisiones incluso sobre el disentir de una minoría de votantes qué, en el punto de vista de algunos teóricos, llaman a cuestionarse si los gobiernos pueden reclamar legítimamente, en todas las  circunstancias, para actuar con el consentimiento del gobernado.

### Consentimiento hipotético
La teoría de consentimiento hipotético del gobernado sugiere que la obligación de obedecer al gobierno depende de si el gobierno es tal que uno debería consentirlo, o si las personas, si se coloca en un estado de naturaleza sin gobierno, aprobaría dicho gobierno. Esta teoría ha sido rehusada por algunos becarios, argumentando que puesto que el gobierno puede cometer agresiones, creando un gobierno para salvaguardar a las personas de agresiones serían similares al pueblo, si se le da la elección de qué animales prefieren apara ser atacados por, comerciar "Mustelas y zorros por un león", sería un trato que no harían.

### Consentimiento abierto vs tácito
Otra división que es a veces el consentimiento es hecho entre consentimiento abierto y consentimiento tácito. El consentimiento abierto, para ser válido, requeriría voluntariedad, un acto concreto de la parte de los consentidores, un acto particular consentido a, y agentes concretos quiénes realizan esta acción. La Inmigración a una jurisdicción particular es a veces considerada como un acto abierto que indica consentimiento para ser gobernado por el gobierno de aquella jurisdicción. No todo quiénes están gobernados por un gobierno particular han inmigrado a dicha jurisdicción, aun así; algunos nacieron allí; algunos argumentan que el poder de emigrar y abandonar una jurisdicción implica la omisión de consentimiento.

### Consentimiento diseñado
Según el propagandista Edward Bernays mientras discutía de relaciones públicas que fueron descritas en su ensayo y libro The Engineering of Consent (1955), el público puede ser manipulado por sus deseo subconsciente de entregar votos a un candidato político.  El consentimiento obtenido así socava la legitimidad del gobierno. Bernays reclamó que "el principio básico implicado es sencillo pero importante: Si las opiniones del público son para controlar el gobierno, estas opiniones no deben de ser controladas por el gobierno."
Edward S. Herman y Noam Chomsky en su libro, Manufacturing Consent (1988), anticiparon un modelo de propaganda para los medios informativos en los Estados Unidos en el que la cobertura de acontecimientos actuales estuvo sesgada por empresas y el estado para fabricar el consentimiento del gobernado.

### Consentimiento literal
La teoría de consentimiento literal argumenta la posición lógica que el consentimiento válido tiene que denotar la autoridad final que pertenece al pueblo, antes que los oficiales electos, por lo tanto esto implica que las personas tienen el poder soberano absoluto a anular su gobierno en cualquier momento vía voto popular (o como se establece en la Declaración de Independencia, "el derecho de las personas para alterar o abolir su gobierno"). Sin este poder ilimitado, los teóricos aseguran que el verdadero consentimiento no puede existir y que cualquier gobierno es por tanto despótico al gobernar a las personas a la fuerza sin su consentimiento real.